# 진도아리랑
진도아리랑은 전라남도 진도군을 중심으로 그 일대에서 주로 불리는 민요이다. 2001년 10월 30일 진도군의 향토문화유산(무형유산) 제1호로 지정되었다.

## 가사
한국어 위키문헌에 이 글과 관련된 원문이 있습니다. 진도아리랑

## 같이 보기
- 아리랑